# Kammeroper München
Die Kammeroper München ist ein freies Münchner Opernensemble mit wechselnden Spielstätten, das 2004 von Christiane Steffens, Christophe Gördes und Carlos Dominguez-Nieto gegründet wurde.

## Ensemble
Die Kammeroper München besetzt ihre Produktionen mit jungen Sängern und hat sich damit zu einer Kaderschmiede für junge Sänger am Beginn ihrer Karriere entwickelt.
Das Orchester setzt sich aus freien Musikern zusammen, die sich neben der Tätigkeit an Münchens Bühnen und Orchestern speziell für diese Art von Kunst zusammengeschlossen haben.

## Repertoire
Neben großen Bühnenwerken zeigt die Kammeroper regelmäßig Konzertabende und Komponistenporträts von Rossini, Haydn, Mozart und Schubert unter Mitwirkung bekannter Künstlerpersönlichkeiten wie Michael Mendl, Michaela May, Sophie von Kessel, Sabine Sauer, Gerd Anthoff, Lisa Wagner, August Zirner, Thomas Loibl, Friedrich von Thun und Johannes Silberschneider. Außerdem gibt es Konzertprojekte mit Sängern wie Juliane Banse, Waltraud Meier, Robert Gambill, Günther Groissböck, Daniel Behle und Okka von der Damerau.
Die aufgeführten Stücke werden meist in neuen Textfassungen und Bearbeitungen gespielt:
- 2006
  - Domenico Cimarosa: Il matrimonio segreto – Die heimliche Ehe. Deutsche Neufassung: Dominik Wilgenbus
- 2007
  - Gioachino Rossini: La pietra del paragone – Die Liebesprobe. Textneufassung: Dominik Wilgenbus
- 2008
  - Wolfgang Amadeus Mozart: La finta semplice – Die Abenteuer des Don Gisberto. Neudichtung: Dominik Wilgenbus, Arrangement: Alexander Krampe[2]
  - Niccolò Piccinni: La Cecchina
- 2009
  - Untreue lohnt sich! oder auch nicht … Opern-Pasticcio. Musik: Joseph Haydn, Text: Dominik Wilgenbus[3]
- 2010
  - Oscar Straus: Die lustigen Nibelungen
  - Gioachino Rossini: La gazza ladra – Die diebische Elster. Textneufassung: Dominik Wilgenbus
- 2011
  - Der Diener zweier Herren. Text: Dominik Wilgenbus nach Carlo Goldoni, Musik: Wolfgang Amadeus Mozart, Arrangement: Alexander Krampe
  - Truffaldino! – Zwei Herren auf einen Streich. Musik: Wolfgang Amadeus Mozart[4]
- 2012
  - Franz von Suppè: Die schöne Galathée und Jacques Offenbach: Häuptling Abendwind[5]
  - Gioachino Rossini: La Cenerentola, Übersetzung: Dominik Wilgenbus, Arrangement: Alexander Krampe[6]
  - Sonderkonzert mit Waltraud Meier (Mezzosopran) und Robert Gambill (Tenor). Musik von Dvorak, Wagner und Mahler, Arrangement: Alexander Krampe[7]
- 2013
  - Ritter Falstaff oder drei Streiche für ein Schepperfass! Musik: Antonio Salieri, Text: Moritz Trauzettel, Arrangement: Alexander Kuralionok[8]
  - Antonio Salieri: Falstaff. Übersetzung und Bearbeitung: Dominik Wilgenbus, Arrangement: Alexander Krampe[9]
- 2014
  - Ernst Fischer: Charleys Tante. Buch und Gesangstexte: Dominik Wilgenbus, Arrangement: Alexander Krampe[10]
  - Kaspar Hauser – Ein Traumspiel. Idee und Text: Dominik Wilgenbus, Musik: Franz Schubert, Arrangement: Alexander Krampe[11][12]
  - Kontraste – Konzert mit Nabil Shehata und Clemens Joswig (Bass). Musik von Vanhal, Mozart und Mahler, Arrangement: Alexander Krampe
- 2015
  - Wolfgang Amadeus Mozart: La finta semplice. Neudichtung: Dominik Wilgenbus[13]
  - Franz Schubert: Die Winterreise. Mit Günther Groissböck (Bass). Bearbeitung für Kammerensemble von Alexander Krampe[14]
- 2016
  - Gioachino Rossini: Il barbiere di Siviglia – Der Barbier von Sevilla. Übersetzung und Adaptation: Helga Utz[15]
  - Gustav Mahler: Der Traum vom Leben. Mit Idunnu Münch (Mezzosopran). Rezitation: Michael Brandner[16]
- 2017
  - Joseph Haydn: Die Welt auf dem Mond. Neudichtung: Dominik Wilgenbus, Arrangement: Alexander Krampe[17]
  - Robert Schumann: Dichterliebe. Mit Daniel Behle (Tenor), Rezitation: Friedrich von Thun, Arrangement: Alexander Krampe[18]
- 2018
  - Wolfgang Amadeus Mozart: Così fan tutte. Arrangement: Vladimir Beleaev[19][20]
  - Amadeus – Genie zwischen Freiheit und Leidenschaft. Eine Reise in Musik & Text von Alexander Krampe und Dominik Wilgenbus, mit Maximilian Nowka (Schauspiel)[21]
  - Wolfgang Amadeus Mozart: Requiem (KV 626). Rezitation: Peter Fricke. Mit Vocalconsort München, Einstudierung: Johanna Soller[22]
  - Franz Schubert: Schwanengesang. Mit Daniel Behle (Tenor), Bearbeitung für Kammerensemble von Alexander Krampe[23]
  - Gustav Mahler: Das Lied von der Erde. Arrangement: Alexander Krampe
- 2019
  - Das Gespenst von Canterville. Komische Oper in zwei Akten nach Oscar Wilde mit Musik von Gershwin, Purcell, Dowland u.a Libretto: Dominik Wilgenbus, Musikalische Leitung: Johanna Soller, Arrangement: Alexander Krampe[24]
  - Gioachino Rossini: Petite Messe solennelle. Mit Vocalconsort München, Musikalische Leitung: Johanna Soller, Arrangement: Alexander Krampe[25]
- 2020
  - Domenico Cimarosa: Die heimliche Ehe. Komische Oper in zwei Akten, mit Christine Ostermayer (Rezitation). Libretto: Dominik Wilgenbus, Musikalische Leitung: Johanna Soller, Arrangement: Alexander Krampe[26]
- 2021
  - Maria Antonia Walpurgis: Talestri. Opernmelodram in zwei Akten, mit Carolin Fink (Schauspiel). Rezititative und Bearbeitung: Dominik Wilgenbus, Musikalische Leitung: Johanna Soller, Arrangement: Alexander Krampe[27]
  - Operettenabend: Zwei Herzen im Dreivierteltakt. Mit Daniel Behle (Tenor) und Daniela Fally (Sopran), Rezitation: Thomas Loibl, Musikalische Leitung: Christian Reif, Texte und Arrangement: Alexander Krampe[28]

## Spielstätten
Neben wechselnden Aufführungsorten in München, etwa dem Cuvilliés-Theater, wird der Hubertussaal in Schloss Nymphenburg seit 2008 regelmäßig bespielt. Als Winterquartier hat sich in den vergangenen Jahren das Münchner Künstlerhaus am Lenbachplatz und die Allerheiligen-Hofkirche der Münchner Residenz herausgebildet. Die Kammeroper München tritt auf Festivals, Veranstaltungen und Gastspielen im gesamten deutschsprachigen Raum auf.

## Finanzierung
Die Kammeroper München erhält keine regelmäßigen öffentlichen Förderungen und ist daher auf die Unterstützung von Förderern angewiesen. Dazu gehören vor allem ihr engagierter Freundeskreis sowie unter anderen der Bezirk Oberbayern, die Freunde des Nationaltheaters München, die Offensive Zukunft Bayern und MünchenMusik.